# Uniwersytet Marcina Lutra w Halle i Wittenberdze

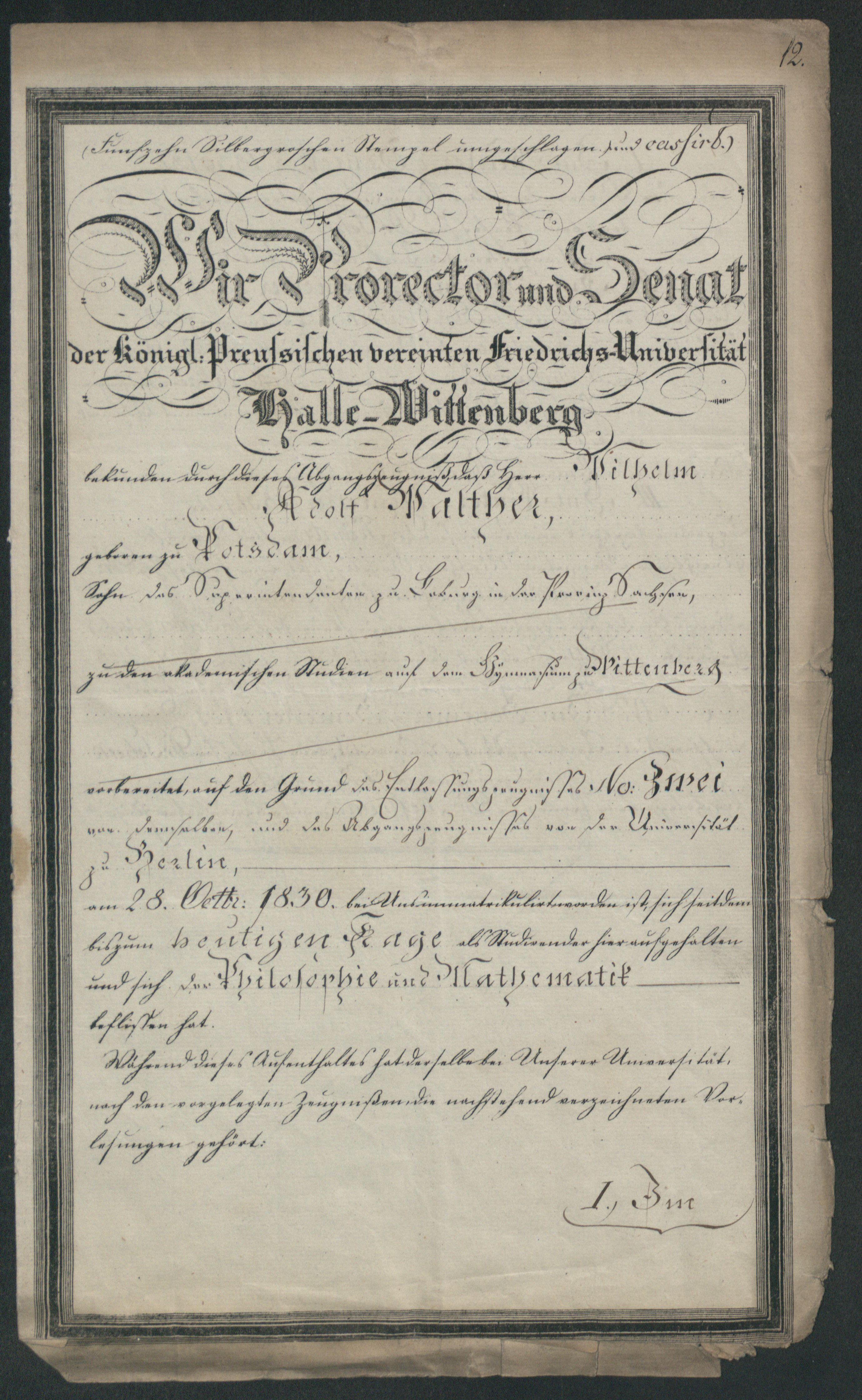
Dyplom Uniwersytetu Marcina Lutra w Halle i Wittenberdze z 1834 roku (zbiory Archiwum Państwowego w Poznaniu)

Uniwersytet Marcina Lutra w Halle i Wittenberdze (niem. Martin-Luther-Universität Halle-Wittenberg, skr. MLU) – niemiecki uniwersytet położony w kraju związkowym Saksonia-Anhalt w miastach Halle i Wittenberga.
Powstał w 1817 z połączenia Uniwersytetu w Wittenberdze (założonego w 1502) i Uniwersytetu w Halle (założonego w 1694). Patronem jest Marcin Luter, reformator protestancki, który był profesorem w Wittenberdze. Główną siedzibą Uniwersytetu jest Halle, zaś w Wittenberdze znajduje się centrum konferencyjne (i hotel) Leucorea oraz niektóre jednostki badawczo-dydaktyczne.

## Historia
Uniwersytet w Wittenberdze został założony w 1502 przez elektora Saksonii Fryderyka III Mądrego. Stał się centrum reformacji pod wpływem Lutra i Filipa Melanchtona. Studiowali na nim m.in. Jerzy Joachim Retyk (matematykę), Georg Friedrich Händel (prawo), a po połączeniu z Uniwersytetem w Halle George Müller. Wśród fikcyjnych postaci studiujących w Wittenberdze są Hamlet oraz doktor Faust Christophera Marlowe’a.
Uniwersytet w Halle został założony w 1694 przez elektora brandenburskiego Fryderyka III. Stał się centrum pietyzmu.
W XVIII wieku oba uniwersytety stały się ważnymi ośrodkami niemieckiego oświecenia. W Halle działał Christian Wolff, prekursor racjonalizmu, a także Christian Thomasius.
Uniwersytet w Wittenberdze został zamknięty w 1813 podczas wojen napoleońskich. Na kongresie wiedeńskim w 1815 Wittenberga została przekazana Prusom, a w 1817 doszło do połączenia obu uczelni.
Na uniwersytecie, przy współpracy z Uniwersytetem Friedricha Schillera w Jenie, działa jednostka naukowo-dydaktyczna zajmująca się finansowaniem i organizowaniem badań polonistycznych – Alexander Brückner Zentrum.

## Wydziały
Uniwersytet jest podzielony na następujące wydziały:
- Wydział Teologii[3]
- Wydział Prawa i Ekonomii[4]
- Wydział Medycyny[5]
- Wydział Filozofii I (studia społeczne i kulturowe, historia)[6]
- Wydział Filozofii II (języki staro- i nowożytne, komunikowanie społeczne, muzyka)
- Wydział Filozofii III (pedagogika)
- Wydział Nauk Przyrodniczych I (biochemia, biologia, farmacja)
- Wydział Nauk Przyrodniczych II (fizyka i chemia)
- Wydział Nauk Przyrodniczych III (rolnictwo, geologia, matematyka, informatyka)

## Kolegium muzyczne
Chociaż Uniwersytet Marcina Lutra nie jest uczelnią artystyczną, posiada orkiestrę akademicką (istniejącą od 1779) i chór (założony w 1950), które tworzą tzw. Collegium musicum. Członkami są najbardziej utalentowani studenci różnych wydziałów, a także absolwenci i pracownicy akademiccy uczelni.

## Współpraca z instytucjami badawczymi
Uniwersytet współpracuje z wieloma niemieckimi ośrodkami naukowo-badawczymi, wśród których znajdują się:
- Niemiecka Akademia Przyrodników Leopoldina (Deutsche Akademie der Naturforscher Leopoldina)
- Instytut Badań Ekonomicznych w Halle (IWH – Institut für Wirtschaftsforschung Halle)
- Towarzystwo Fraunhofera
- Instytut Leibniza Rozwoju Rolnego w Europie Środkowej i Wschodniej (IAMO – Leibniz-Institut für Agrarforschung in Mittel- und Osteuropa)
- Instytut Leibniza Biochemii Roślinnej (Leibniz-Zentrum für Pflanzenbiochemie)
- Instytut Maxa Plancka Fizyki Mikrostruktur (Max-Planck-Institut für Mikrostrukturenphysik)
- Centrum Helmholtza Badań Środowiskowych (UFZ – Helmholtz-Zentrum für Umweltforschung)

## Współpraca partnerska
Uniwersytet Marcina Lutra ma utrzymuje współpracę partnerską z 42 uczelniami w 22 państwach, w tym:
- Argentyna: Universidad Nacional de La Plata
- Australia: Uniwersytet w Queensland
- Austria: Uniwersytet Johannesa Keplera w Linzu
- Chiny: Pekiński Uniwersytet Technologii Chemicznej
- Francja: Université Charles-de-Gaulle Lille 3, Université de Paris X
- Hiszpania: Uniwersytet w Alcalá de Henares
- Indie: Uniwersytet Jawaharlala Nehru, Nowe Delhi
- Izrael: Uniwersytet Telawiwski, Uniwersytet Ben Guriona, Uniwersytet Bar-Ilana
- Japonia: Uniwersytet Senshu, Uniwersytet Sophia, Uniwersytet Waseda, Uniwersytet Keiō
- Kanada: Uniwersytet Ottawski
- Korea Południowa: Uniwersytet Hanbat
- Mauritius: Uniwersytet Mauritiusu
- Mongolia: Państwowy Uniwersytet Mongolski
- Peru: Universidad Nacional Mayor de San Marcos
- Polska: Uniwersytet Śląski, Uniwersytet Gdański, Politechnika Śląska, Uniwersytet Jana Kochanowskiego w Kielcach, Uniwersytet im. Adama Mickiewicza, Uniwersytet Medyczny im. Karola Marcinkowskiego w Poznaniu
- Południowa Afryka: Uniwersytet w Pretorii, Uniwersytet Stellenbosch
- Rosja: Uniwersytet Moskiewski, Moskiewski Uniwersytet Pedagogiczny, Uniwersytet Humanistyczny w Smoleńsku, Baszkirski Uniwersytet Państwowy, Woroneski Uniwersytet Państwowy, Zjednoczony Instytut Badań Jądrowych
- Rumunia: Uniwersytet Babeșa i Bolyaia
- Słowacja: Uniwersytet Komeńskiego w Bratysławie, Słowacki Uniwersytet Techniczny w Bratysławie
- Stany Zjednoczone: Uniwersytet Karoliny Południowej, Uniwersytet Alabamy, Uniwersytet Florydy, Illinois Institute of Technology
- Syria: Uniwersytet Damasceński, Arabsko-Europejski Uniwersytet w Damaszku
- Węgry: Uniwersytet Segedyński
- Włochy: Uniwersytet w Palermo, Uniwersytet w Pizie